# Mario González (wielrenner)
Mario González Salas (Torrelavega, 6 juni 1992) is een Spaans wielrenner die anno 2019 rijdt voor Euskadi Basque Country-Murias.

## Carrière
Als junior werd González in 2010 nationaal kampioen tijdrijden. Een jaar later deed hij hetzelfde als belofte. In 2013 won hij de wegwedstrijd voor beloften tijdens de nationale kampioenschappen, voor Beñat Txoperena en Óscar Hernández.
In april 2018 won González, namens Sporting-Tavira, de laatste etappe in de Ronde van Cova da Beira. In diezelfde etappe stelde hij ook zijn zege in het bergklassement veilig. Een jaar later maakte hij de overstap naar Euskadi Basque Country-Murias. Namens die ploeg werd hij in zijn debuutseizoen onder meer achtste in het eindklassement van de Ronde van Alentejo en negende in de Klasika Primavera.

## Overwinningen
2010
 Spaans kampioen tijdrijden, Junioren
2011
 Spaans kampioen tijdrijden, Beloften
2013
 Spaans kampioen op de weg, Beloften
2018
3e etappe Ronde van Cova da Beira
Bergklassement Ronde van Cova da Beira

## Resultaten in voornaamste wedstrijden
|      | \| Jaar \| Waalse Pijl \| \| ---- \| ----------- \| \| 2019 \| 61e \| |
| Jaar | Waalse Pijl                                                           |
| 2019 | 61e                                                                   |

## Ploegen
- 2014 –  ActiveJet Team
- 2015 –  ActiveJet Team
- 2016 –  Sporting-Tavira
- 2017 –  Sporting-Tavira
- 2018 –  Sporting-Tavira
- 2019 –  Euskadi Basque Country-Murias

Bernas · Bodnar · Brylowski · Dąbkowski · Ezquerra · Franczak · González · Gradek · Mickiewicz · Muntaner · Owsian · Podlaski
Brandão · Figueiredo · González · Grigorev · Livramento · Marque · Nocentini · Pereira · Silvestre · Toffali · Trueba
Aristi · Bagües · Barceló · Barrenetxea · Barthe · Berrade · Bizkarra · Bravo · González · Intxausti · Irizar · Iturria · López-Cózar · Ó. Rodríguez · S. Rodríguez · Sáez · Samitier · Sanz · Udondo · Viejo